# Veřovice
Veřovice (en allemand : Wernersdorf) est une commune du district de Nový Jičín, dans la région de Moravie-Silésie, en République tchèque. Sa population s'élevait à 1 987 habitants en 2021.

## Géographie
Veřovice se trouve à 8 km à l'ouest-sud-ouest de Frenštát pod Radhoštěm, à 10 km au sud-est de Nový Jičín, à 34 km au sud-sud-ouest d'Ostrava et à 271 km à l'est-sud-est de Prague.

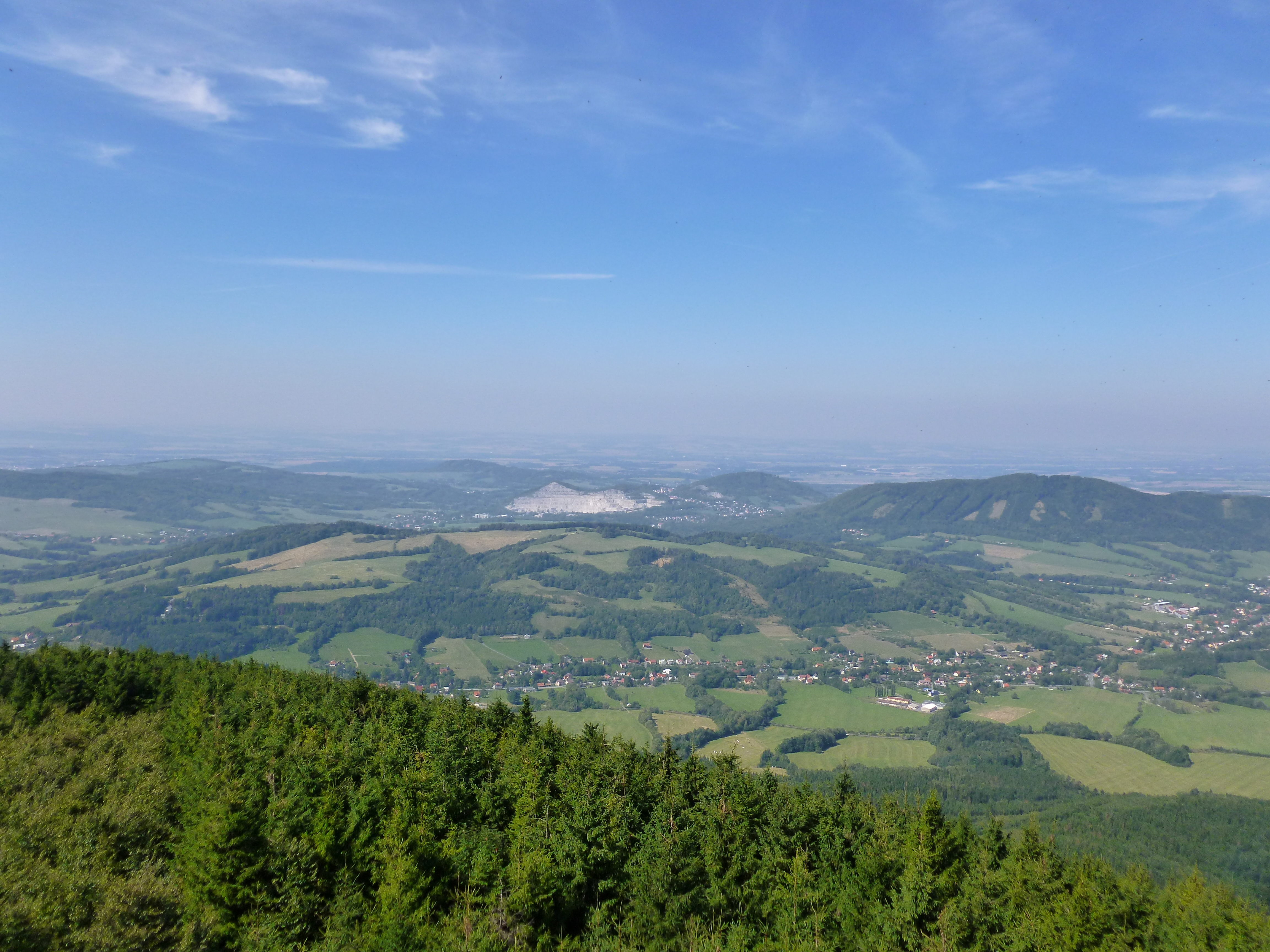
Veřovice : vue générale.

La commune est limitée par Ženklava au nord, par Lichnov au nord-est, par Bordovice et Trojanovice à l'est, par Rožnov pod Radhoštěm et Zubří au sud, et par Mořkov et Životice u Nového Jičína à l'ouest.

## Histoire
La première mention écrite de la localité date de 1411.

## Transports
Par la route, Veřovice se trouve à 12 km de Nový Jičín, à 46 km d'Ostrava et à 341 km de Prague.